# Surboum pour quatre roues
Surboum pour quatre roues est la sixième histoire de la série Gil Jourdan de Maurice Tillieux. Elle est publiée pour la première fois du no 1225 au no 1248 du journal Spirou. Puis est publiée sous forme d'album en 1963.

## Univers

### Synopsis
À Paris, les vols de fourgonnettes se multiplient. L'un des voleurs meurt d'ailleurs dans un accident de la circulation, alors qu'il avait été pris en chasse par sa victime ; son complice, Toni le Martiniquais, s'en tire sans casse. L'inspecteur chargé de l'enquête, collègue de Crouton, ne comprend pas ce qui pousse une bande, a priori organisée, à dérober autant de fourgonnettes.
À l'agence Jourdan, en plus de son journal du matin, Jourdan reçoit une lettre qui ne lui est pas adressée. Ouverte par mégarde par Libellule, celle-ci contient des menaces envers la vie de son destinataire. Décidant, au vu du calme qui règne à l'agence, d'aller porter lui-même la lettre à l'intéressé, un dénommé Marc Rouleau, il part avec Libellule en direction de Savajols, en Lozère. Toutefois, alors qu'ils prennent un raccourci en plein orage, ils sont surpris par l'inondation soudaine et violente de la chaussée. Réfugiés sur le Causse qui surplombe la route, ils constatent le balayage de leur voiture par les flots. Même s'ils ne sont plus très loin de leur but, ils ne peuvent y arriver à pied avant la nuit ; aussi décident-ils de coucher dans un village abandonné.
Au matin, ils sont réveillés par une explosion. Curieux, ils découvrent une casse automobile, dans laquelle sont entassées de nombreuses fourgonnettes. Malgré l'accueil brutal du gardien, celui-ci leur appelle tout de même un taxi pour les amener à bon port. Après leur départ, le vigile "Catcheur" se fait remonter les bretelles par son supérieur, "Prof", pour avoir laissé la porte de l'entrepôt ouvert.
Arrivés à Savajols, Jourdan et Libellule se présentent à Marc Rouleau. Celui-ci, un ancien "Colonial", n'est guère impressionné par ces menaces, même s'il reconnaît que la mention d'un "chien noir" est exacte : une légende de la région en parle, et il a aperçu plusieurs fois sa silhouette ces derniers temps. Mais ne tenant pas à céder à ce chantage, il a décidé de faire front seul. Il invite toutefois Jourdan et son collaborateur à séjourner quelque temps chez lui. La nuit du 13 au 14 avril, Rouleau abat le fameux chien. Ils l'enterrent dans le jardin ; Jourdan découvre à l'occasion que des abats avaient été semés dans le jardin, attirant ainsi l'animal. La nuit suivante, la tombe a été ouverte, et le corps du chien retiré. Allés voir, Jourdan et Rouleau sont attaqués par le chien, et ne doivent leur salut qu'au fusil de Rouleau, dont quelqu'un avait pourtant retiré les chevrotines.
Le matin du 15 avril, jour qui avait été cité dans la lettre comme échéance, Jourdan inspecte de plus près la propriété. Tout ce qu'il découvre est un réseau de galeries, ancienne champignonnière, dont on a stoppé l'exploitation à cause de la proximité des premières maisons de la ville. Libellule fait alors le rapprochement : la première maison de la ville... est une banque ! Jourdan contacte aussitôt Crouton pour obtenir son aide. À eux trois, ils rencontrent le directeur de la banque : celui-ci explique que ses coffres renferment actuellement une forte somme d'argent, dont il n'est que le dépositaire. Le chef de service Henri Dufour propose de déplacer l'argent, de manière discrète, dans une autre succursale.
Jourdan a également mis Crouton au courant de ses aventures dans le Causse. Celui-ci est très intéressé par la mention des fourgonnettes ; le soir, tous deux font une visite à l'entrepôt. Ils y assistent à un manège étrange : les fourgonnettes, hissées en haut d'une pente, sont lâchées sur une portion de route, et renversées par une explosion. Le dispositif explosif ressemble à un compteur de véhicules. Si Crouton ne fait pas encore le rapprochement, Jourdan a saisi le plan, qu'il explique à Rouleau, Libellule et Crouton, puis au directeur de la banque.
En tablant que Rouleau allait prévenir la police à la suite des lettres de menace, la bande, qui a mis au point le plan, espérait que la police découvrirait l'existence et l'utilité de la champignonnière. Un transfert de l'argent par fourgonnette aurait été alors facile à intercepter, surtout si un complice les prévenait du départ de celle-ci. Jourdan met alors au point une stratégie pour contrecarrer les criminels : il conduira la camionnette vide, et sera suivi de loin par la police.
Toni, lui, s'est emparé d'une voiture de gendarmerie ; avec Francesco Canelli, le chef, ils rejoignent Prof et Catcheur à l'entrepôt, où Canelli expose son plan. Ils se sont eux-mêmes déguisés en gendarmes afin de camoufler encore mieux leurs intentions. Mais le programme de Jourdan se déroule à la perfection : à peine ont-ils le temps de s'apercevoir de l'absence du butin promis qu'ils sont pris en chasse par la police. Leur voiture prise pour cible par un barrage posté sur la route, ils ont un accident et sont arrêtés ; leurs complices, Pignoul (jardinier de Rouleau) et Dufour, sont également capturés plus tard.

### Personnages
- Gil Jourdan
- Libellule
- Jules Crouton
- Marc Rouleau : retraité après "30 ans aux colonies", il accepte difficilement l'aide de Jourdan puis celle de la police.
- Francesco Canelli : chef de la bande adversaire de Jourdan.
- Antonio Ilmonaco, dit « Toni-le-Martiniquais » : braqueur de voitures hors pair.
- « Prof » : expert en démolition de voitures.
- « Catcheur » : gros bras de la bande.
- Pignoul : jardinier de Rouleau, prétendument sourd.
- Henri Dufour : chef de service de la banque de Savajols, il aide Canelli auprès duquel il a contracté de fortes dettes de jeu.

### Voitures remarquées

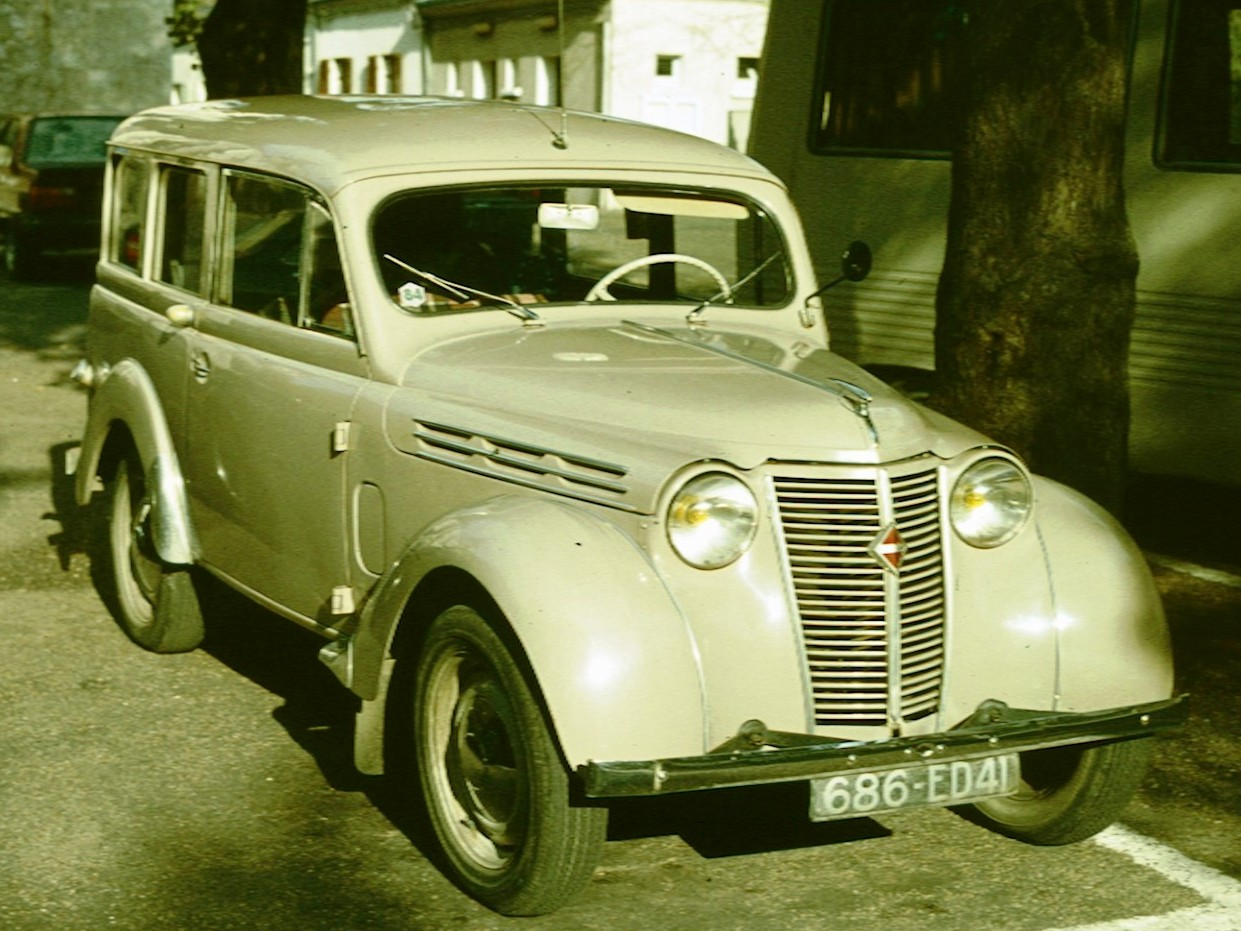
La fourgonnette Renault Juvaquatre

- Fourgonnette Renault Juvaquatre[1], la « star » de la surboum
- Citroën Traction Avant
- Renault Dauphine, voiture de Gil Jourdan
- Renault 4CV[2], taxi
- Peugeot 403 commerciale, voiture de gendarmerie

### Réplique
La voiture des bandits vient de finir sa course dans un poulailler :
- Le fermier : "Et mes poulets... Qui va les rattraper ?"

- Crouton (se tournant vers deux policiers) : "Les miens ! Vous deux, courez après ceux de Monsieur !"

- Premier policier (l'air rageur) : "Oui, chef !"

- Deuxième policier (l'air rageur) : "Avec joie, chef !"

## Lieux
- Savajols, commune de Lozère, est peut-être inspirée soit de Javols, soit de Marvejols ou encore de Lanuéjols, communes de Lozère situées dans la même zone à une moyenne de 25 km les unes des autres[3].

- Pour descendre en Lozère, les héros empruntent la Nationale 20 comme l'indique la succession de panneaux de ville (Orléans, Vierzon, Limoges, Brive aux vignettes 73 à 76) dans la bande dessinée.

L'agence Jourdan étant à Paris, il était plus direct de descendre, selon le réseau routier de l'époque, jusqu'à Moulins par la Nationale 7 puis de prendre l'ancienne Nationale 9 qui arrive en Lozère et passe par Marvejols entre Mende et Rodez, villes cités dans l'histoire.
Ce trajet très à l'ouest oblige les héros à obliquer sur "la v10 bis après Villefranche" (vignette 77) qui serait Villefranche de Rouergue si l'on se fie au trajet suivi jusqu'alors car Villefranche-de-Panat est beaucoup plus au sud.
- Le soir dans le village abandonné de "Ferjac" (inspiré du nom de la ville de Figeac ?), Gil Jourdan déclare (vignette 136) qu'ils redescendront du causse vers le Lot jusqu'au premier village et de là rejoindront "Savajols".

  Vallée du Lot et N20. Suivie par les héros, la N20 épouse le trajet de l'actuelle A20 alors que la Lozère commence juste à l'ouest de l'A75 actuelle. 

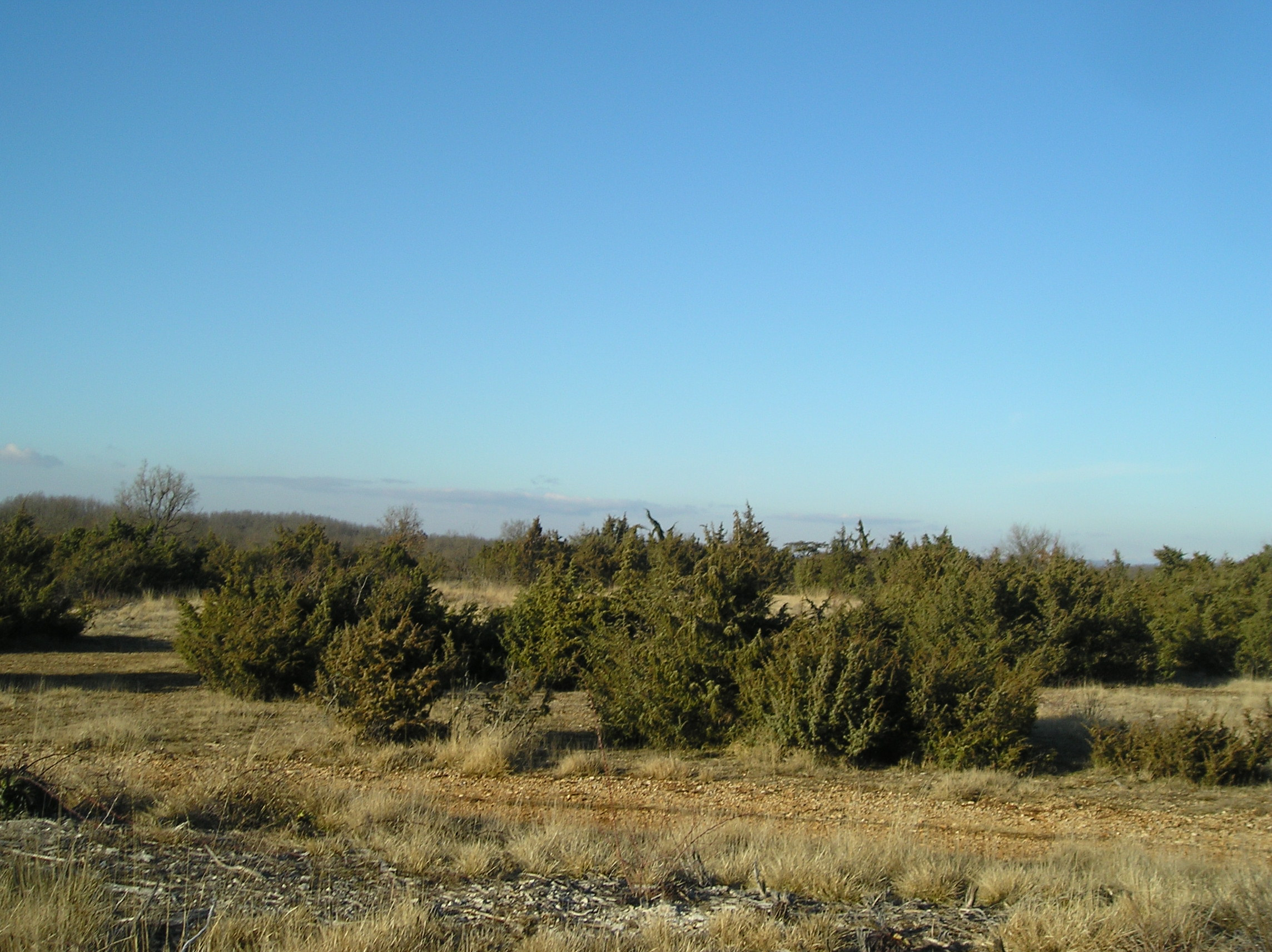
paysage du Causse Comtal, Rodelle (Matthieu Gauvain), semblable à celui dessiné par Tillieux

 Le fictif Savajols serait alors Marvejols, situé non loin de la haute vallée du Lot, et le village fictif de Ferjac serait donc situé au sud de la vallée du Lot et au nord d'une ligne Villefranche de Rouergue-Rodez, sur le Causse Comtal, où le type de végétation est semblable à celle représentée dans la bande dessinée.
- Si Savajols correspond à Marvejols, Marc Roulleau qui habite "route d'Aurillac" habiterait alors le long de la départementale 900 actuelle (et l'histoire de la bête du Gévaudan dont le parc est situé non loin de Marvejols, aurait été une source d'inspiration pour créer celle du chien noir ?)

- La fictive "D413", route par laquelle les fonds sont évacués vers Rodez serait alors la Départementale 988 actuelle, "ancienne route de Rodez à la Lozère"[4]

## Publication

### Revues
Les planches des Surboum pour quatre roues furent publiées dans l'hebdomadaire Spirou entre le 5 octobre 1961 et le 15 mars 1962 (n°1225 à 1248).

### Album
La première édition de cet album fut publiée aux Éditions Dupuis en 1963 (dépôt légal 01/1963). On retrouve cette histoire dans Enquêtes françaises, le tome 2 de la série Tout Gil Jourdan (Dupuis - 1985), ainsi que dans le tome 2 de la série Gil Jourdan - L'intégrale (Dupuis - 2009).